# Savigny-en-Septaine
Savigny-en-Septaine és un municipi francès, situat al departament de Cher i a la regió de Centre – Vall del Loira. L'any 2007 tenia 667 habitants.

## Demografia

### Població
El 2007 la població de fet de Savigny-en-Septaine era de 667 persones. Hi havia 254 famílies, de les quals 52 eren unipersonals (28 homes vivint sols i 24 dones vivint soles), 63 parelles sense fills, 111 parelles amb fills i 28 famílies monoparentals amb fills.
La població ha evolucionat segons el següent gràfic:
Habitants censats

### Habitatges
El 2007 hi havia 286 habitatges, 256 eren l'habitatge principal de la família, 8 eren segones residències i 22 estaven desocupats. 284 eren cases i 2 eren apartaments. Dels 256 habitatges principals, 196 estaven ocupats pels seus propietaris, 56 estaven llogats i ocupats pels llogaters i 4 estaven cedits a títol gratuït; 9 tenien dues cambres, 24 en tenien tres, 62 en tenien quatre i 161 en tenien cinc o més. 221 habitatges disposaven pel capbaix d'una plaça de pàrquing. A 92 habitatges hi havia un automòbil i a 156 n'hi havia dos o més.

### Piràmide de població
La piràmide de població per edats i sexe el 2009 era:
| Homes | Edats   | Dones |
| ----- | ------- | ----- |
| 0     | 95 o +  | 0     |
| 0     | 90 a 94 | 4     |
| 8     | 85 a 89 | 8     |
| 0     | 80 a 84 | 0     |
| 8     | 75 a 79 | 12    |
| 8     | 70 a 74 | 4     |
| 16    | 65 a 69 | 8     |
| 8     | 60 a 64 | 8     |
| 8     | 55 a 59 | 12    |
| 12    | 50 a 54 | 20    |
| 24    | 45 a 49 | 20    |
| 44    | 40 a 44 | 32    |
| 40    | 35 a 39 | 36    |
| 24    | 30 a 34 | 32    |
| 24    | 25 a 29 | 12    |
| 4     | 20 a 24 | 8     |
| 24    | 15 a 19 | 8     |
| 28    | 10 a 14 | 32    |
| 20    | 5 a 9   | 20    |
| 12    | 0 a 4   | 16    |

## Economia
El 2007 la població en edat de treballar era de 453 persones, 384 eren actives i 69 eren inactives. De les 384 persones actives 358 estaven ocupades (191 homes i 167 dones) i 26 estaven aturades (15 homes i 11 dones). De les 69 persones inactives 21 estaven jubilades, 30 estaven estudiant i 18 estaven classificades com a «altres inactius».

### Ingressos
El 2009 a Savigny-en-Septaine hi havia 253 unitats fiscals que integraven 643,5 persones, la mediana anual d'ingressos fiscals per persona era de 20.179 €.

### Activitats econòmiques
Dels 14 establiments que hi havia el 2007, 1 era d'una empresa alimentària, 1 d'una empresa de fabricació d'altres productes industrials, 3 d'empreses de construcció, 2 d'empreses de comerç i reparació d'automòbils, 2 d'empreses de transport, 2 d'empreses d'hostatgeria i restauració, 2 d'empreses de serveis i 1 d'una entitat de l'administració pública.
Dels 6 establiments de servei als particulars que hi havia el 2009, 1 era una oficina de correu, 1 taller de reparació d'automòbils i de material agrícola, 1 paleta, 1 guixaire pintor, 1 lampisteria i 1 restaurant.
L'únic establiment comercial que hi havia el 2009 era una carnisseria.
L'any 2000 a Savigny-en-Septaine hi havia 10 explotacions agrícoles que ocupaven un total de 1.113 hectàrees.

## Equipaments sanitaris i escolars
L'únic equipament sanitari que hi havia el 2009 era una ambulància.
El 2009 hi havia una escola elemental.

## Poblacions més properes
El següent diagrama mostra les poblacions més properes.